# Uganda na Letních olympijských hrách 1972
Uganda se účastnila Letní olympiády 1972 v německém Mnichově. Zastupovalo ji 33 sportovců (31 mužů a 2 ženy) ve 3 sportech.

## Medailisté
| Medaile | Jméno         | Sport    | Soutěž                  |
| ------- | ------------- | -------- | ----------------------- |
| Zlato   | John Akii-Bua | Atletika | Muži 400 metrů překážek |
| Stříbro | Leo Rwabwogo  | Box      | Muži váha muší do 51 kg |